# Atmosfera wychowawcza
Atmosfera wychowawcza – nastrój panujący w otoczeniu wychowanków oraz charakter stosunków między opiekunami a podopiecznymi w domu lub w szkole. 
Wyróżnia się trzy główne rodzaje atmosfery wychowawczej:
- autokratyczna atmosfera wychowawcza[1] – wychowawcy bezwzględnie podporządkowują sobie wychowanków, nie licząc się z ich zdaniem[1]. Dorośli narzucają nakazy i zakazy[2]. Rygorystycznie rozdzielają zadania, decydują o prawidłowym sposobie ich wykonania oraz o sposobie oceny uzyskanych wyników, bez liczenia się z opiniami wychowanków na ten temat[2]
- demokratyczna atmosfera wychowawcza[1] – relacje między dorosłymi a dziećmi oparte są na partnerstwie[1]. Zasady są określane przez wychowawców i w pełni akceptowane przez wychowanków[3]. Proces dydaktyczno-wychowawczy planowany i realizowany jest wspólnie przez wychowawców i wychowanków[3].
- liberalna atmosfera wychowawcza[1] – niemal całkowity brak ingerencji dorosłych w postępowanie ich podopiecznych[1]. Ta atmosfera wychowawcza cechuje się (nadmiernym) pobłażaniem, wyrozumiałością oraz traktowaniem wolności jako wartości najwyższej[4]. Nie narzuca się wychowankom wzorców zachowań, szanuje się ich indywidualność i pełną swobodę działania[4]. Wychowankowie mają możliwość podejmowania decyzji zgodnych z własnymi przekonaniami i poglądami, bez ingerencji w to wychowawców[4].